# Доњи Мартинићи
Доњи Мартинићи је насеље у општини Даниловград у Црној Гори. Према попису из 2003. било је 304 становника (према попису из 1991. било је 172 становника).

## Историја
У Мартинићима је организовано прво складиште оружја за партизане у даниловградском срезу 1941. године. У кући Крста З. Чагоровића скривено је и обезбеђено од квара 6 пушкомитраљеза, 60 пушака, 4 сандука крагујевачких бомби и око 20 000 метака.

## Демографија
У насељу Доњи Мартинићи живи 221 пунолетни становник, а просечна старост становништва износи 38,2 година (38,7 код мушкараца и 37,7 код жена). У насељу има 97 домаћинстава, а просечан број чланова по домаћинству је 3,13.
Становништво у овом насељу веома је хетерогено.
|  |

| Демографија | Демографија | Демографија |
| Година      | Становника  | Становника  |
| ----------- | ----------- | ----------- |
|             |             |             |
|             |             |             |
|             |             |             |
|             |             |             |
| 1948.       | 201         |             |
| 1953.       | 204         |             |
| 1961.       | 228         |             |
| 1971.       | 146         |             |
| 1981.       | 200         |             |
| 1991.       | 172         | 172         |
| 2003.       | 308         | 304         |
|             |             |             |

| Етнички састав према попису из 2003.‍ | Етнички састав према попису из 2003.‍ | Етнички састав према попису из 2003.‍ | Етнички састав према попису из 2003.‍ | Етнички састав према попису из 2003.‍ |
| ------------------------------------ | ------------------------------------ | ------------------------------------ | ------------------------------------ | ------------------------------------ |
|                                      |                                      |                                      |                                      |                                      |
| Црногорци                            | Црногорци                            |                                      | 184                                  | 60,52%                               |
| Срби                                 | Срби                                 |                                      | 83                                   | 27,30%                               |
| Хрвати                               | Хрвати                               |                                      | 1                                    | 0,32%                                |
| Муслимани                            | Муслимани                            |                                      | 1                                    | 0,32%                                |
| непознато                            | непознато                            |                                      | 35                                   | 11,51%                               |

| Година пописа     | 1948. | 1953. | 1961. | 1971. | 1981. | 1991. | 2003. |
| ----------------- | ----- | ----- | ----- | ----- | ----- | ----- | ----- |
| Број домаћинстава | 51    | 50    | 57    | 45    | 58    | 43    | 97    |

| Број чланова      | 1  | 2  | 3  | 4  | 5  | 6  | 7 | 8 | 9 | 10 и више | Просек |
| ----------------- | -- | -- | -- | -- | -- | -- | - | - | - | --------- | ------ |
| Број домаћинстава | 97 | 20 | 21 | 20 | 11 | 18 | 4 | 2 | 0 | 0         | 1      |

| Пол    | Укупно | Неожењен/Неудата | Ожењен/Удата | Удовац/Удовица | Разведен/Разведена | Непознато |
| ------ | ------ | ---------------- | ------------ | -------------- | ------------------ | --------- |
| Мушки  | 123    | 50               | 66           | 5              | 2                  | 0         |
| Женски | 121    | 34               | 70           | 14             | 3                  | 0         |
| УКУПНО | 244    | 84               | 136          | 19             | 5                  | 0         |

| Пол    | Укупно                    | Пољопривреда, лов и шумарство | Рибарство                            | Вађење руде и камена | Прерађивачка индустрија       |
| ------ | ------------------------- | ----------------------------- | ------------------------------------ | -------------------- | ----------------------------- |
| Мушки  | 46                        | 1                             | 0                                    | 4                    | 14                            |
| Женски | 19                        | 2                             | 0                                    | 0                    | 6                             |
| УКУПНО | 65                        | 3                             | 0                                    | 4                    | 20                            |
| Пол    | Производња и снабдевање   | Грађевинарство                | Трговина                             | Хотели и ресторани   | Саобраћај, складиштење и везе |
| Мушки  | 4                         | 4                             | 2                                    | 0                    | 3                             |
| Женски | 0                         | 0                             | 3                                    | 0                    | 1                             |
| УКУПНО | 4                         | 4                             | 5                                    | 0                    | 4                             |
| Пол    | Финансијско посредовање   | Некретнине                    | Државна управа и одбрана             | Образовање           | Здравствени и социјални рад   |
| Мушки  | 0                         | 0                             | 7                                    | 0                    | 1                             |
| Женски | 1                         | 1                             | 2                                    | 1                    | 2                             |
| УКУПНО | 1                         | 1                             | 9                                    | 1                    | 3                             |
| Пол    | Остале услужне активности | Приватна домаћинства          | Екстериторијалне организације и тела | Непознато            | Непознато                     |
| Мушки  | 4                         | 0                             | 0                                    | 2                    | 2                             |
| Женски | 0                         | 0                             | 0                                    | 0                    | 0                             |
| УКУПНО | 4                         | 0                             | 0                                    | 2                    | 2                             |